# Коста Конкордія
Коста Конкордія (італ. Costa Concordia — Берег згоди) — круїзне судно класу Конкордія, належить італійській круїзній компанії Costa Crociere. Прийнято в експлуатацію у 2006. Судно здійснювало круїзні плавання в Середземному морі за маршрутом Чівітавеккія—Савона—Барселона—Пальма-де-Майорка—Туніс—Палермо—Чівітавеккія.
Ввечері 13 січня 2012 поблизу західного узбережжя Італії судно наблизилось на небезпечну відстань до берега — 200 метрів, зачепило дном підводні скелі, пропороло борт та напівзатонуло, лягло на правий борт, що ближче до берега, на мілководді поблизу острова Джиліо.

## Технічні характеристики
Лайнер належав до класу великих круїзних кораблів. Його водотоннажність 112 тисяч тонн. Довжина лайнера становила 290 метрів, ширина — 35,5 метра.
Максимальна швидкість корабля 23 вузли, круїзна швидкість — 21,5 вузла. Судно було обладнане стабілізаторами качки.
На лайнері 17 палуб, з них 14 — пасажирських.
На борту лайнера працював екіпаж чисельністю 1,1 тисячі осіб.
На судні розташовані 1,5 тисячі кают для 3 тисяч пасажирів. Площа кают становила від 16,7 до 44,8 квадратних метрів, 12 з них були обладнані для інвалідів. У каютах були телевізор, телефон, кондиціонер, ванна кімната з ванною і душем.
Унікальною особливістю лайнера була 2-рівнева фітнес-зона площею понад 2 тисячі квадратних метрів з чотирма басейнами, два з яких розташовані під зсувними скляними дахами, що дозволяє приймати сонячні ванни навіть взимку, біговою доріжкою (170 метрів), спортмайданчиками.
На судні були розташовані концертний зал Зе Атена Театр (у трьох рівнях), 4-Д кінотеатр, художня галерея і невелика бібліотека. Для відпочинку пасажирів відкрито казино Барселона, працюють ігрові автомати, дискоклуб, інтернет-центр, кімната карткових ігор, кімната відеоігор, бутики.
На борту лайнера були два основних ресторани — Мілано та Рома з двома змінами харчування, а також альтернативний ресторан Клаб Конкордія за додаткову плату і два ресторани Самсара (по 100 місць) з низькокалорійним меню. На кораблі були розміщені цілодобовий ресторан зі шведським столом Паріджі Буффет Ресторан, 13 барів і кафе, спортбар, коньячний і сигарний бар.

## Аварія 2008
22 листопада 2008 при вході в гавань Палермо Коста Конкордія внаслідок сильних поривів вітру наштовхнулась на портові укріплення. Корпус судна одержав неважкі пошкодження.

## Катастрофа 2012

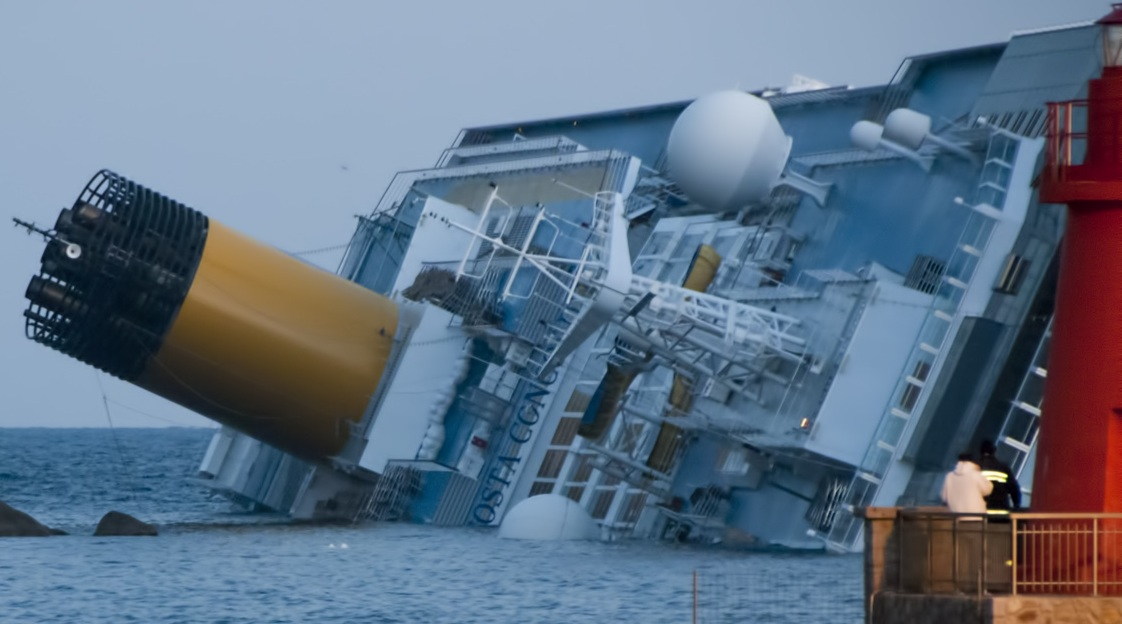

13 січня о 19:00 за ЦЄЧ Коста Конкордія залишив порт Чівітавеккія і взяв північно-західний курс уздовж узбережжя області Тоскана на Савону. На борту знаходилось всього 4234 осіб (3216 з котрих пасажири). Серед пасажирів було 989 італійських громадян, 566 німців, 462 французи, 120 громадян США, 108 росіян, 77 австрійців, 69 швейцарців, 45 українців та інші.
Близько 21:30 за ЦЄЧ поблизу італійського острова Джильо в Тірренському морі корабель зачепив дном одну з підводних скель, внаслідок чого в днищі утворилась тріщина довжиною близько 70 метрів, через котру в трюм корабля стала поступати вода. Близько 22:30 ЦЄЧ судно сіло на прибережну скелясту мілину острова Джильо, нахилилося на правий борт та через декілька годин лягло на бік.
Рятівні роботи на борту не були організовані належним чином. Сама процедура доставки пасажирів з борту судна на берег тривала до 8:30 годин ранку наступного дня. Багато механізмів спуску рятівних ботів на воду не спрацювали. Команда виявилася недостатньо підготовленою. Серед пасажирів на судні виникла паніка. Багато пасажирів пострибали за борт у воду, щоб самостійно досягти берега. 150 таких було піднято з води суднами берегової оборони.
Внаслідок цього серед пасажирів та екіпажу є жертви. Станом на 29 січня 2012, знайдено тіла 17 загиблих, ще 15 пасажирів вважаються безвісти зниклими, в тому числі інваліди та 5-річна дитина. Поранення отримали близько 80 людей. Вони доставлені в лікарні міст Орбетелло і Гроссето. Двоє з них знаходяться в критичному стані.
Під час рятувальної операції судно охоронялося від можливих грабіжників, оскільки на його борту за даними місцевої влади залишилися матеріальні цінності, в сейфах кают перебували гроші, коштовності й документи пасажирів, а в барах їжа та алкогольні напої.

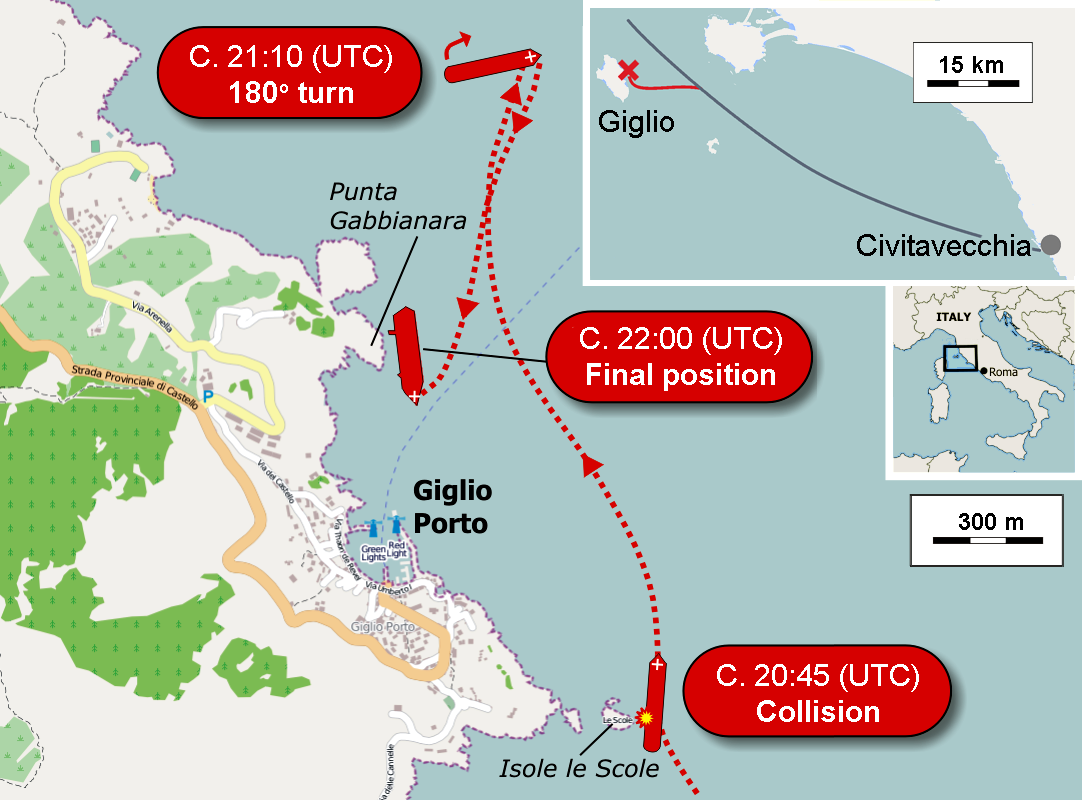
Схема місця аварії
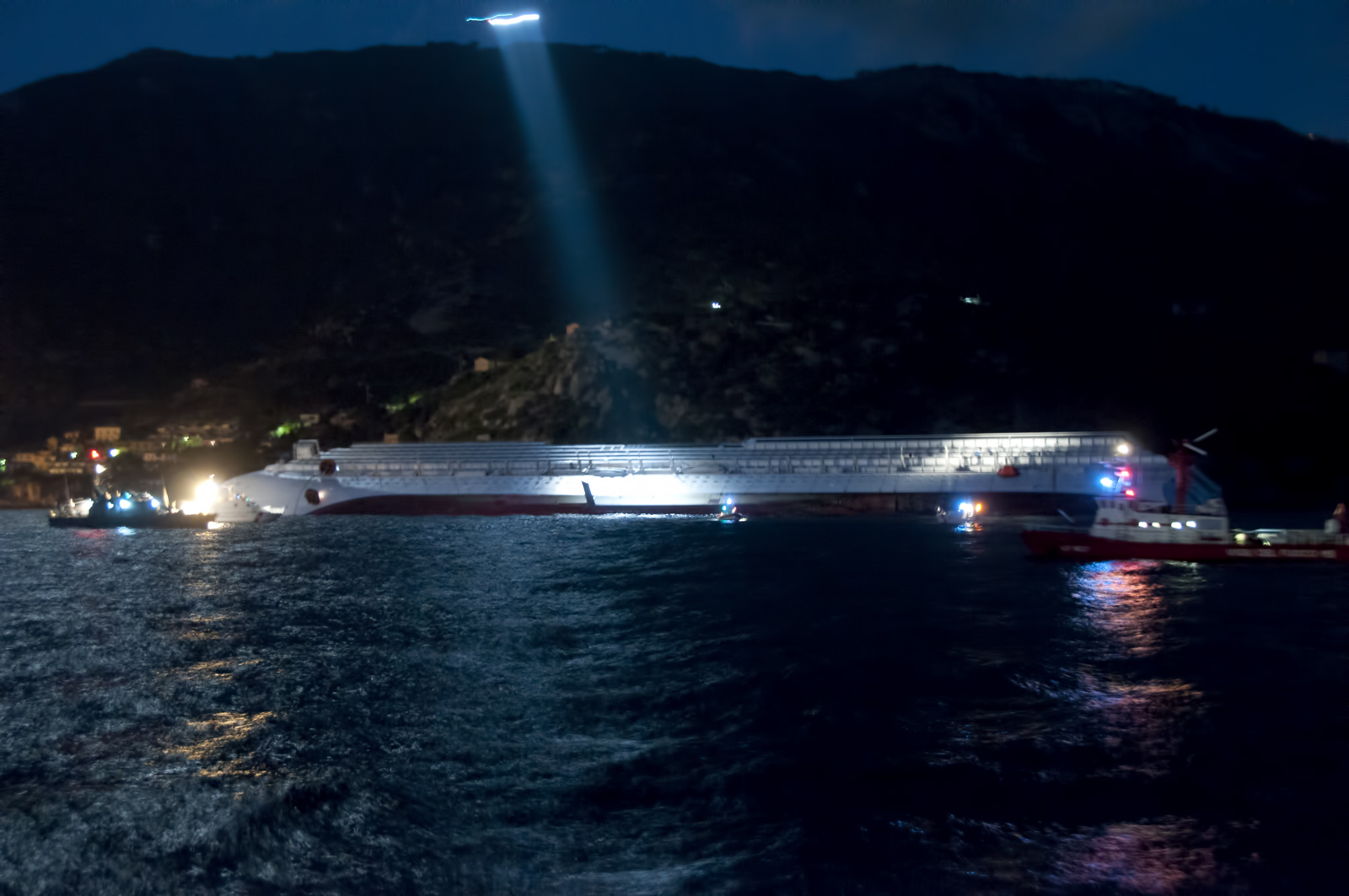
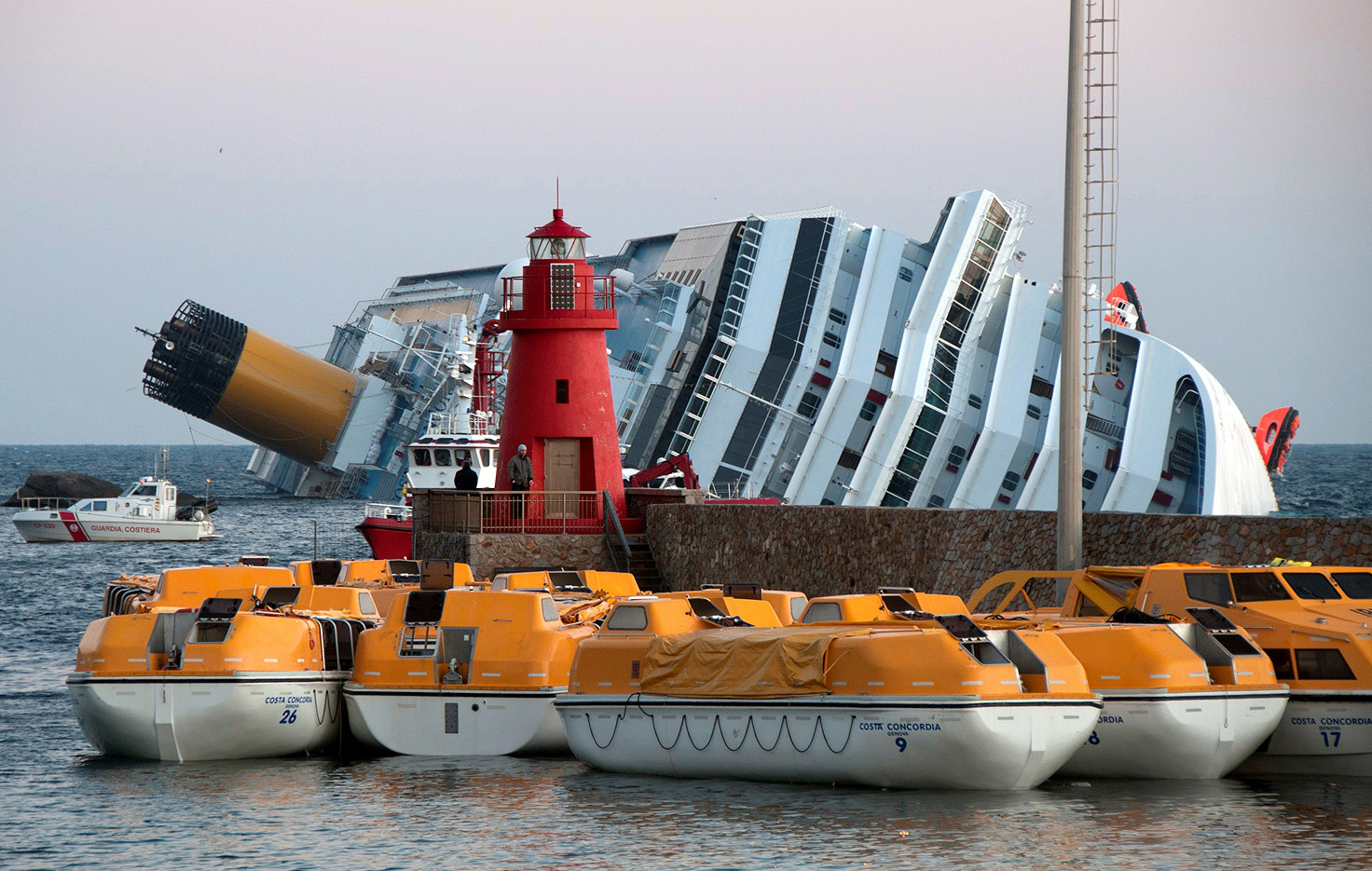
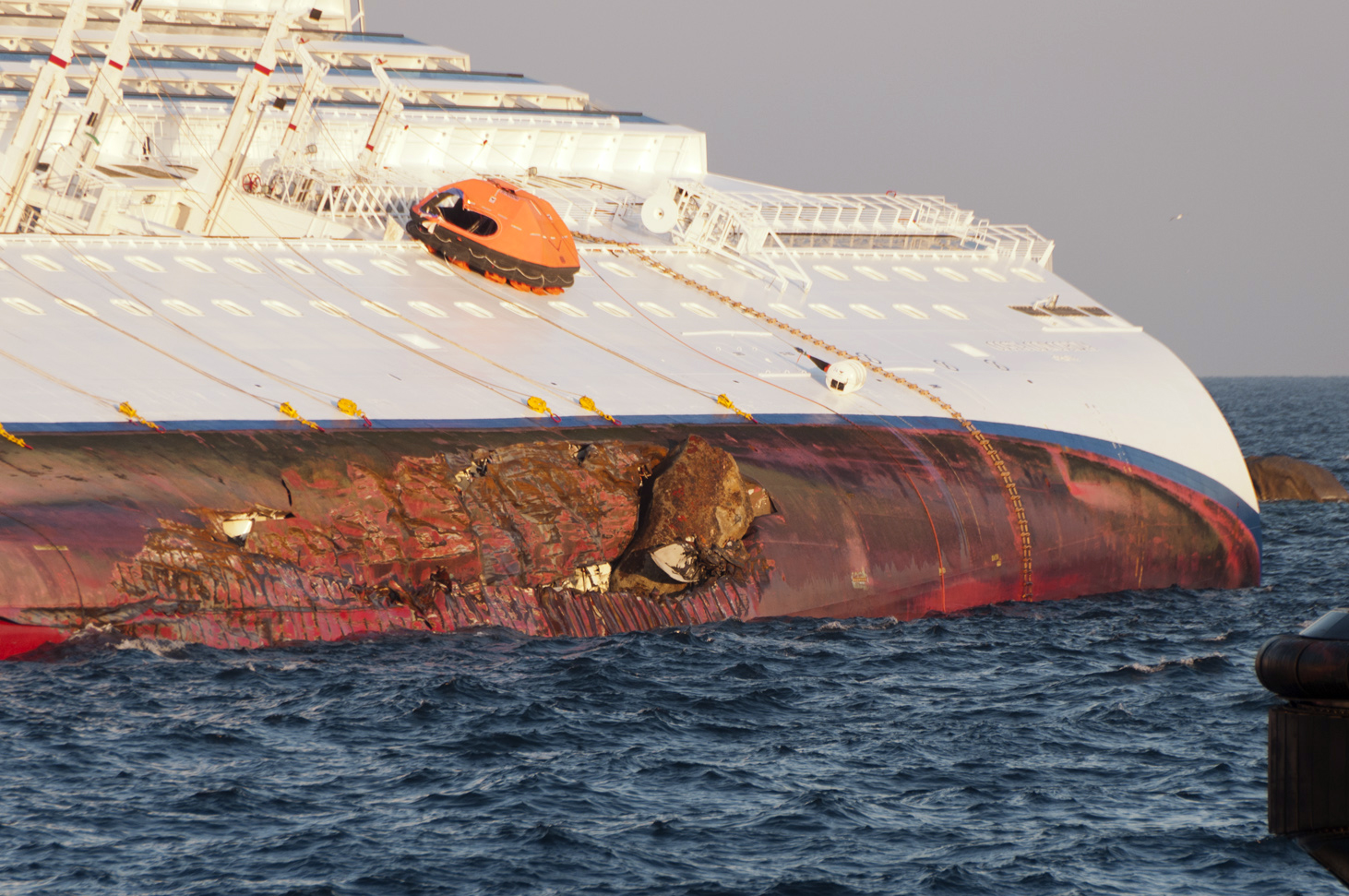

### Попередні оцінки
За попередніми експертними оцінками, аварію Коста Конкордія спричинила зміна капітаном первинного маршруту та небезпечне наближення судна до берегових скель острова Джиліо. За багатьма свідченнями 52-річний капітан судна Франческо Скеттіно також ухилився від організації рятівних робіт та одним з перших покинув судно та висадився на берег, порушивши основне правило кодексу судноплавства. Він та перший помічник Чіро Амброзіо затримані прокуратурою округу Гроссето. Їм інкримінується ненавмисне вбивство, передчасне залишення судна та спричинення аварії.
Керівництво круїзної компанії Коста Кроцієре дистанціювалось від дій капітана, звинувативши його у нехтуванні приписами компанії. Президент компанії-власника корабля визнав, що екіпаж винний не тільки у катастрофі, а й у неправильній евакуації: «Дії, до яких вдався екіпаж безпосередньо після зіткнення, не відповідали ані письмовим правилам в офіційних документах, ані інструкціям, які ми давали нашим капітанам на тренуваннях».

### Наслідки
За оцінками експертів, власник затонулого лайнера італійська компанія Costa Crociere зазнає збитків приблизно на 1,5 млрд євро. Вартість самого судна оцінюється в 500 млн євро. Крім того, компанії потрібно виплатити пасажирам різні компенсації, розмір яких складе близько 1 млрд євро. Це відчутний удар по всій галузі круїзних перевезень Італії.
Через аварію Costa Concordia узбережжю Тоскани загрожує екологічна катастрофа. З танків судна в море може вилитися 2380 тонн залишків пального та нафтопродуктів, з котрих 2200 тонн корабельного мазуту. Також кожної миті очікується сповзання корабля на більшу глибину внаслідок хвилювання моря, що значно ускладнює інженерно-рятувальні роботи.

### Ліквідація наслідків та утилізація
У вересні 2013 внаслідок складних інженерних робіт затонулий лайнер був переміщений у вертикальне положення. Операція, проведена під керівництвом інженерів компанії Titan Micoperi, передбачає підйом судна на поверхню за допомогою 30 масивних резервуарів, наповнених повітрям. Підйом Costa Concordia став наймасштабнішим з подібних операцій в історії.
Лише у липні 2014 лайнер Costa Concordia вдалося відірвати від морського дна. Після цього корабель буде транспортований у порт Генуї, де його буде ліквідовано.